# Herm (Wyspy Normandzkie)

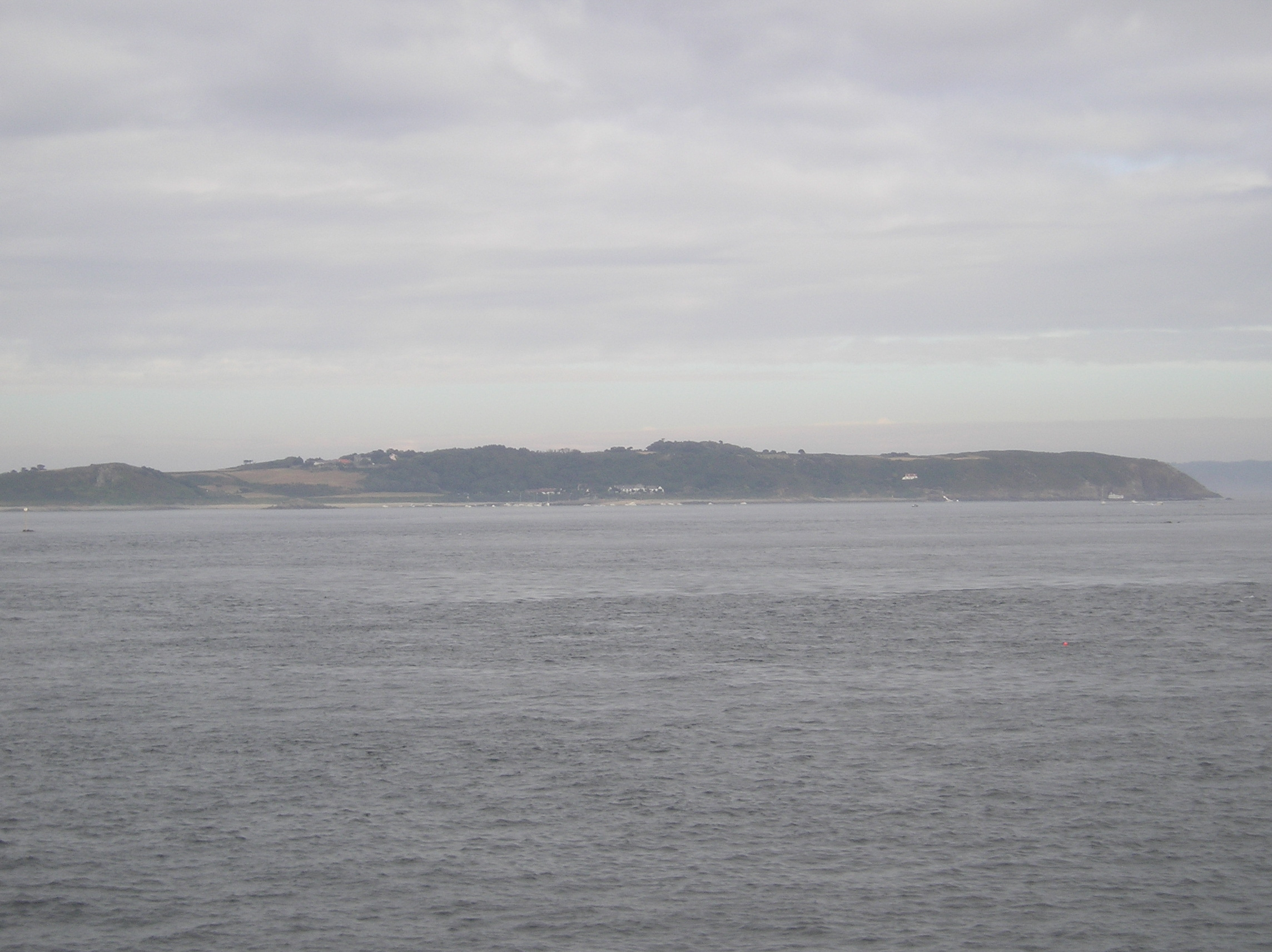
Wyspa Herm widziana z Saint Peter Port

Herm – niewielka wyspa, należąca do Wysp Normandzkich. Nie jest częścią Zjednoczonego Królestwa.
Obowiązuje na niej zakaz jazdy samochodów.
Herm był zamieszkany już w czasach neolitu. Świadczą o tym liczne znaleziska.
Wyspa należy administracyjnie do baliwatu Guernsey.
Ma tylko 2,5 kilometra długości i niecały kilometr szerokości. Na północy przeważają wybrzeża z piaszczystymi plażami, a południowa część jest skalista. 
Plaża Shell Beach jest jedną z największych atrakcji turystycznych wyspy.